# Халид ибн Халифа ибн Абдул Азиз ел Тани
Шеик Халид ибн Халифа ибн Абдул Азиз ел Тани (арап. خالد بن خليفة بن عبد العزيز آل ثاني; Доха, 1968) катарски је политичар на функцији председника Владе Катара и министра унутрашњих послова од 28. јануара 2020. године. Члан владајуће породице ел Тани, претходно је радио као шеф Амирије Дивана од 2014. до 2020. године.

## Детињство, младост и образовање
Шеик Халид је рођен у Дохи 1968. године. Ишао је у школу у Дохи, а потом у САД где је 1993. године дипломирао пословну администрацију.

## Каријера
Шеик Халид је радио за Qatar Liquefied Gas Company Limited до 2002. године. Потом је радио у канцеларији првог потпредседника владе и министра спољних послова од 2002. до 2006. године. Пре него што је постао председник владе, радио је као шеф Амирије Дивана од 11. новембра 2014. до 27. јануара 2020. године.
Дана 28. јануара 2020. године постављен је за председника владе након оставке шеика Абдулаха ибн Насера ел Танија.